# 沃凱奧島

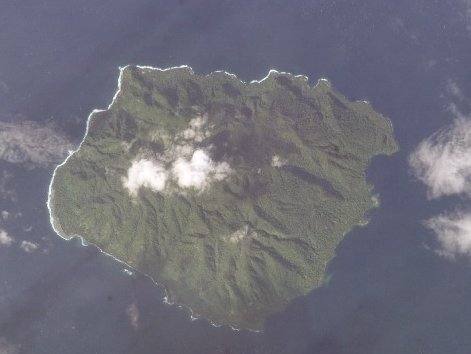
沃凱奧島

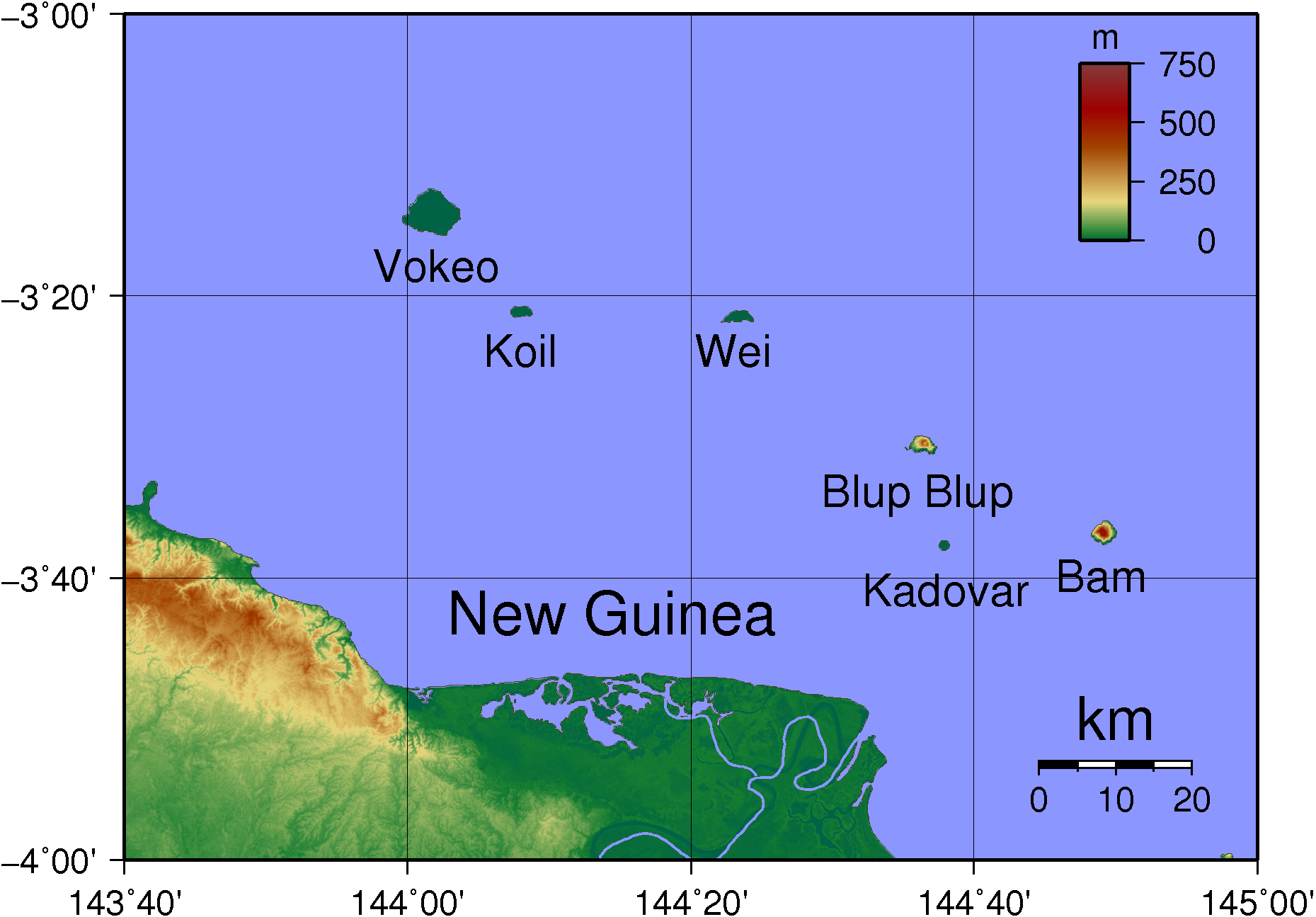
沃凱奧島位於斯考滕群島最西端

沃凱奧島（Vokeo）是巴布亞新畿內亞東塞皮克省的島嶼，位於新幾內亞島東北52公里的俾斯麥海，屬於斯考滕群島的一部分，由長7.4公里、寬4.8公里，面積16平方公里，最高點海拔高度621米，2000年人口約900。